# Steenokkerzeel
Steenokkerzeel (nom en néerlandais, officiel en français, parfois orthographié Steenockerzeel en français,,) est une commune néerlandophone de Belgique située en Région flamande dans la province du Brabant flamand.
Elle est née de la fusion des anciennes communes de Steenokkerzeel, de Melsbroek et de Perk.
Une partie de l'aéroport de Bruxelles se situe sur son territoire (notamment la tour de contrôle et les bureaux de Skeyes (anciennement Belgocontrol).

## Sections de la commune
| # | Section        | Superf. (km²) | Habitants (2020) | Habitants par km² | Code INS |
| - | -------------- | ------------- | ---------------- | ----------------- | -------- |
| 1 | Steenokkerzeel | 9,47          | 6.830            | 722               | 23081A   |
| 2 | Melsbroek      | 6,34          | 2.633            | 416               | 23081B   |
| 3 | Perk           | 7,83          | 2.815            | 359               | 23081C   |

### Localités
- Steenokkerzeel: Humelgem et Wambeek
- Perk: Huinhoven et Boekt

## Héraldique
|  | La commune possède des armoiries qui lui ont été octroyées le 1er juillet 1986. Elles combinent des éléments des trois anciennes communes. Les trois lions couronnés proviennent des armoiries de la famille de Lannoy, seigneurs de Steenokkerzeel, au XVIe siècle. Leurs armoiries sont visibles sur le sceau du village de 1537 à 1566. La pointe est prise dans les armoiries de la famille van Steelant pour Perk, le grand lion dans les armoiries de la famille de Locquenghien pour Melsbroek. Blasonnement : De gueules à une fasce abaissée d'argent frettée d'azur, chapé ployé, à dextre d'argent à trois lionceaux de sinople armés et lampassés de gueules, couronnés d'or, à senestre d'herminais à un lion de sinople armé et lampassé de gueules. - Délibération communale : 28 décembre 1985 - Arrêté de l'exécutif de la communauté : 1 juillet 1986 - Moniteur belge : 3 décembre 1987 Source du blasonnement : Heraldy of the World. |

## Démographie

### Démographie: Avant la fusion des communes
- Source: DGS recensements population

### Démographie: Commune fusionnée
En tenant compte des anciennes communes entraînées dans la fusion de communes de 1977, on peut dresser l'évolution suivante :
Les chiffres des années 1831 à 1970 tiennent compte des chiffres des anciennes communes fusionnées.
- Source: DGS , de 1831 à 1981=recensements population; à partir de 1990 = nombre d'habitants chaque 1 janvier[7]

## Enseignement
- CAE Oxford Aviation Academy Bruxelles

## Curiosités
À Humelgem se trouvent l'église Sainte-Catherine (Sint-Katharinakerk) et le château d'Exaerde (Kasteel d'Exaerde), qui a été construit vers 1870. A Steenokkerzeel même, se trouve le château Ter Ham (Kasteel ter Ham), datant d'environ 1500, et l'église Saint-Rombaut (Sint-Rumolduskerk). Melsbroek a ensuite le château de Madoets ou château de Boetfort (nl) (Madoetskasteel ou Kasteel Boetfort) et le château de Snoy (Kasteel Snoy) avec le terrain du Golf du Brabant (nl).

## Galerie

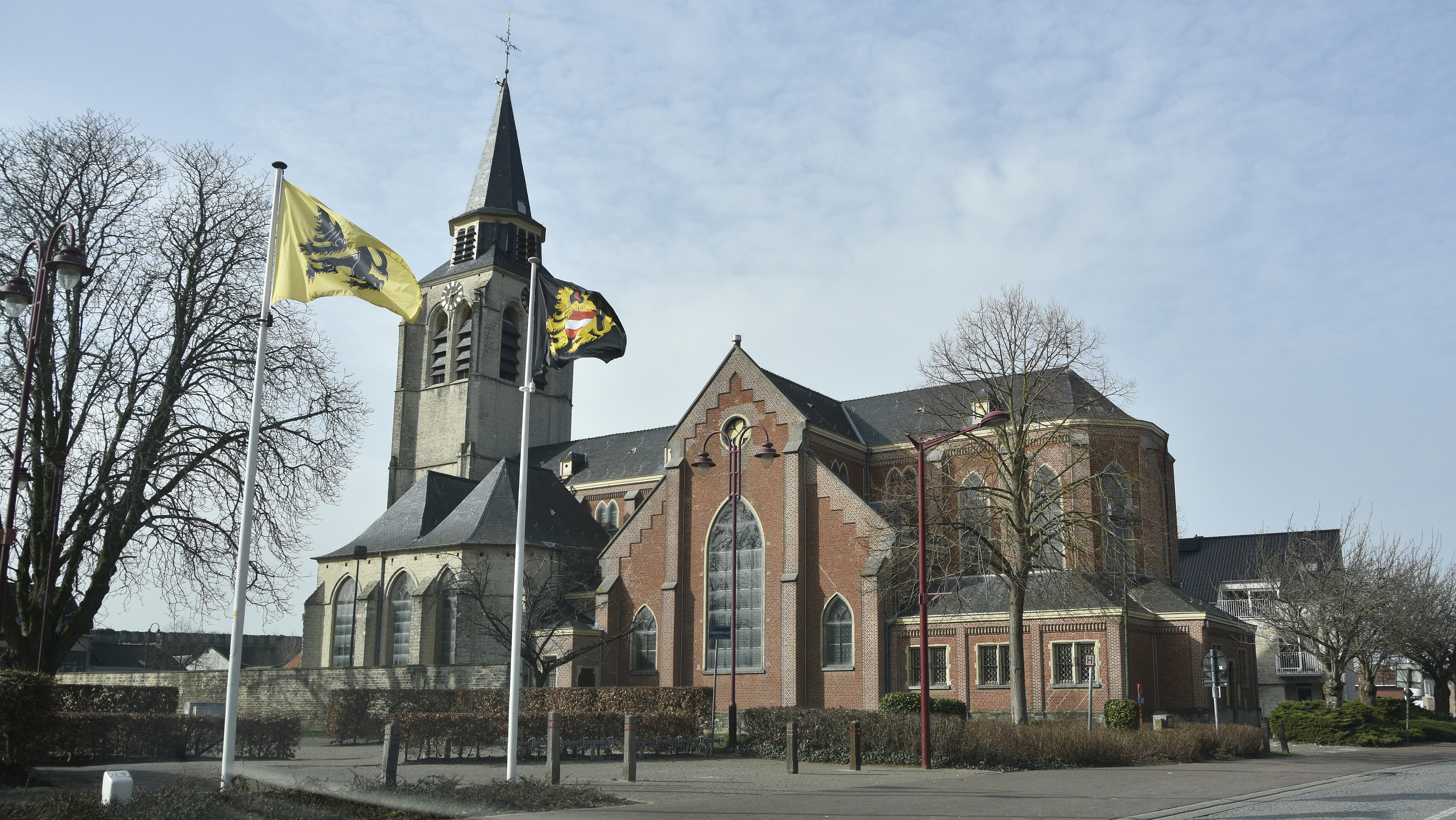
L'Eglise Saint-Rombaut (nl)
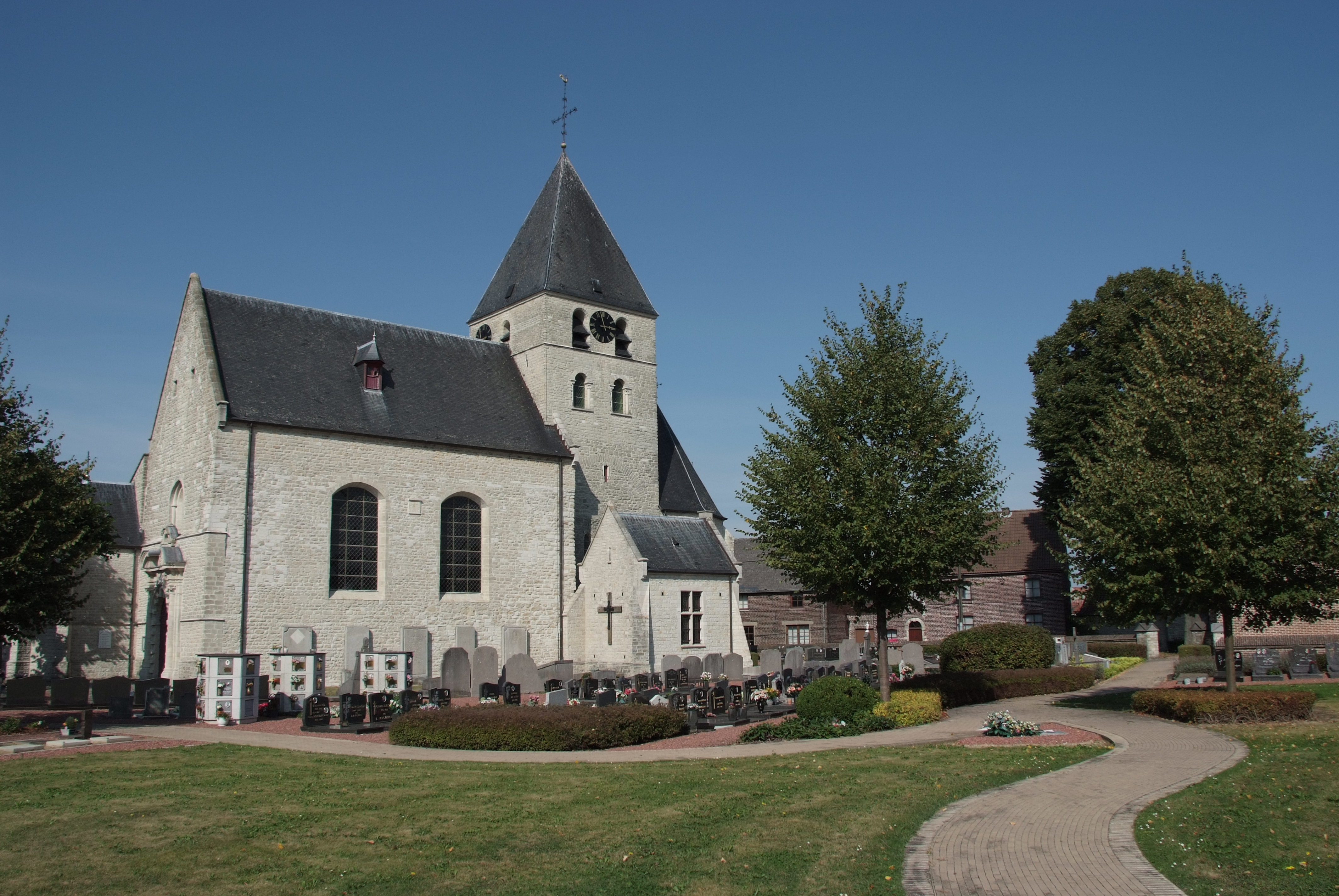
L'église Sainte-Catherine, à Humelgem
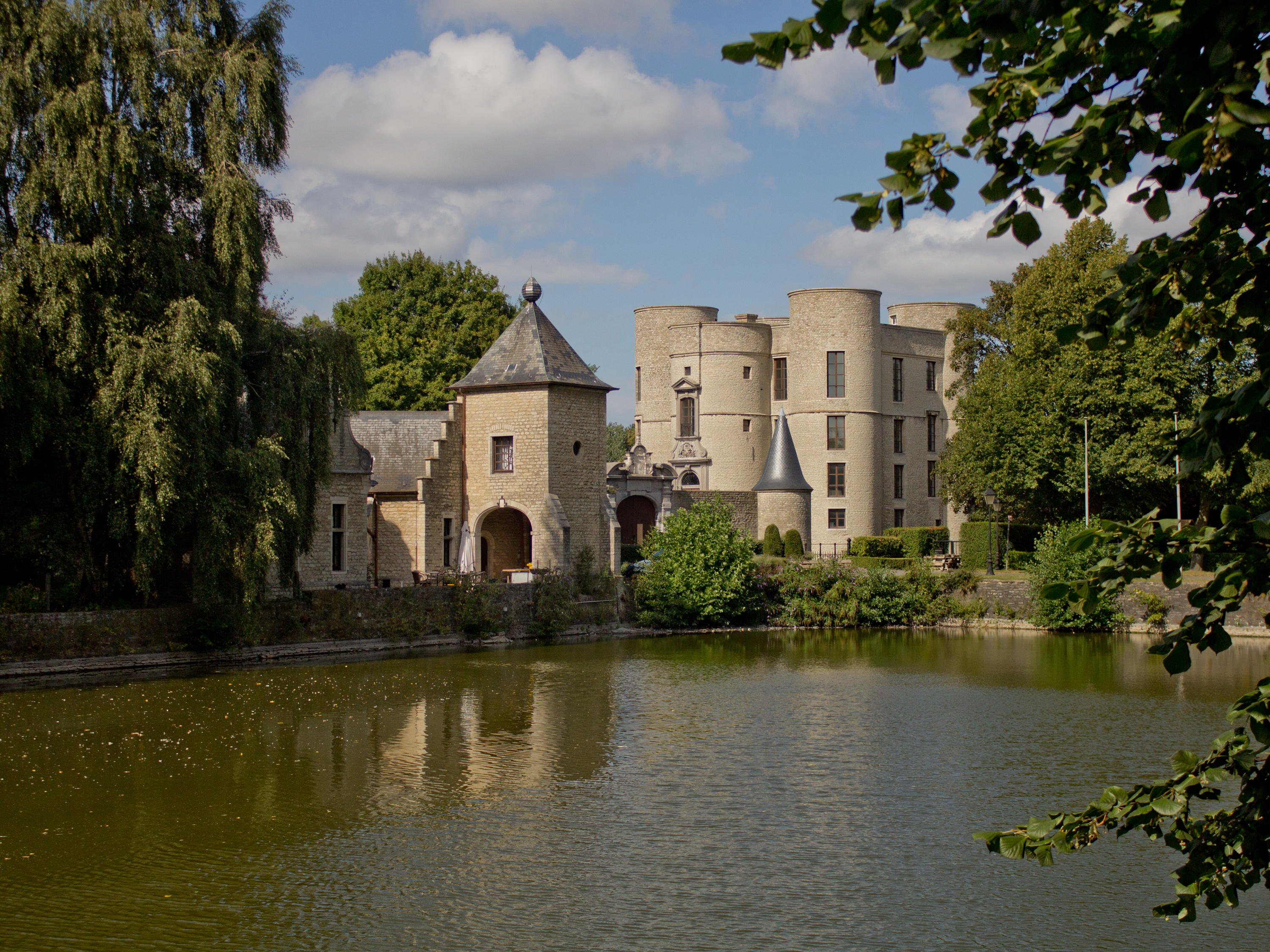
Le château Ter Ham